# ウメオFC
ウメオFC（スウェーデン語: Umeå FC）は、スウェーデンのヴェステルボッテン県ウメオをホームタウンとするサッカークラブである。

## 歴史
1987年にディビジョン2に所属していたウメオの3つのクラブ、Sandåkerns SKとTegs SK、Gimonäs CKが合併してサッカーチームを創設する動きが起こり、同年秋に計画から離脱したGimonäs CKを除く2つのクラブが合併して、11月20日にウメオFC (Umeå FC) が創設された。1988年にディビジョン2の北グループに参加したが、規則上の理由からTegs SK/ウメオFCの名前で参加した。1989年に初めてウメオFCの名前で参加した。
1991年と1992年はリーグシステムが変更され、春と秋の2つのリーグで行われた。1991年は春にディビジョン2の北グループで優勝して、秋にディビジョン1に初参加したがディビジョン2に降格した。1992年は春にディビジョン2の北グループで優勝して、秋に参加したディビジョン1のグループでも4位になり、1993年に再編されるディビジョン1の北グループに参加することが決定した。1993年にフルシーズンで行われたディビジョン1に初参加して、北グループで7位の成績を残した。1994年に優勝したユールゴーデンIFに次ぐ2位になり、Västra Frölunda IFとの入れ替え戦に出場したが、ホームの第1戦は0-2で敗れ、アウェーの第2戦は0-0で引き分けに終わり、アルスヴェンスカン昇格を逃した。
1995年にディビジョン1の北グループで優勝してアルスヴェンスカンに初昇格した。ヴェステルボッテン県のチームがアルスヴェンスカンに参加するのは、1967年にIFK Holmsundが参加して以来29年ぶりとなった。アルスヴェンスカンでのデビューシーズンは11位に終わり、Ljungskile SKとの入れ替え戦でもアウェーの第1戦は1-0で勝利したが、ホームの第2戦は2-3で敗れてディビジョン1に降格した。
1999年までディビジョン1の北グループに参加、1998年に優勝したユールゴーデンIFに次ぐ2位になり、エルグリーテISとの入れ替え戦に出場したが、ホームの第1戦は2-3、アウェーの第2戦も0-3で敗れてアルスヴェンスカン昇格を逃した。2000年にリーグシステムが再編され、2つに分かれていたディビジョン1は統合されてスーペルエッタンとなり、チーム数も28チームから16チームに削減された。ウメオFCは16チームの1つであり、2000年は最終節まで続いた残留争いを制して13位で残留したが、2001年にディビジョン2のノールランドグループに降格した。
2004年にディビジョン2のノールランドグループで優勝して昇格プレーオフに進出したが、西スヴェアランドグループ優勝のDegerfors IFに敗れた。2005年にもノールランドグループで優勝して昇格プレーオフに進出すると、Enköpings SKに勝利してスーペルエッタンに昇格した。2006年にスーペルエッタンで最下位に終わり、2006年にリーグシステムの再編によりスーペルエッタンの1つ下のディビジョン（サードディビジョン）として創立されたディビジョン1に降格した。
2011年にディビジョン1の北グループで上位4チームによる優勝争いを制してスーペルエッタンに昇格したが、1シーズンでディビジョン1に降格した。
2019年にディビジョン1の北グループで優勝したAkropolis IFに次ぐ2位になり、スーペルエッタンで14位のIK Frejとの入れ替え戦に出場した。ホームの第1戦は1-1、アウェーの第2戦も2-2で引き分けて、2012年以来となるスーペルエッタン昇格を果たした。

## タイトル

### 国内タイトル
- ディヴィション1：回
  - 1995, 2011

### 国際タイトル
- なし

## 過去の成績
| シーズン | ディビジョン     | ディビジョン | ディビジョン | ディビジョン | ディビジョン | ディビジョン | ディビジョン | ディビジョン | ディビジョン | スウェーデンカップ |
| シーズン | リーグ           | 試           | 勝           | 分           | 敗           | 得           | 失           | 点           | 順位         | スウェーデンカップ |
| -------- | ---------------- | ------------ | ------------ | ------------ | ------------ | ------------ | ------------ | ------------ | ------------ | ------------------ |
| 2000     | スーペルエッタン | 30           | 9            | 6            | 15           | 30           | 48           | 33           | 13位         |                    |
| 2001     | スーペルエッタン | 30           | 6            | 3            | 21           | 36           | 63           | 21           | 15位         |                    |
| 2002     | ディヴィション1  | 22           | 14           | 4            | 4            | 56           | 23           | 46           | 2位          |                    |
| 2003     | ディヴィション1  | 22           | 8            | 9            | 5            | 43           | 22           | 33           | 4位          |                    |
| 2004     | ディヴィション1  | 22           | 17           | 3            | 2            | 65           | 22           | 54           | 1位          |                    |
| 2005     | ディヴィション1  | 22           | 12           | 7            | 3            | 41           | 17           | 43           | 1位          |                    |
| 2006     | スーペルエッタン | 30           | 4            | 4            | 22           | 30           | 71           | 16           | 16位         |                    |
| 2007     | ディヴィション1  | 26           | 10           | 5            | 11           | 50           | 43           | 35           | 8位          |                    |
| 2008     | ディヴィション1  | 26           | 13           | 2            | 11           | 43           | 38           | 41           | 5位          |                    |
| 2009     | ディヴィション1  | 26           | 14           | 6            | 6            | 51           | 38           | 48           | 4位          |                    |
| 2010     | ディヴィション1  | 26           | 9            | 7            | 10           | 51           | 42           | 34           | 7位          |                    |
| 2011     | ディヴィション1  | 26           | 15           | 6            | 5            | 43           | 27           | 51           | 1位          |                    |
| 2012     | スーペルエッタン | 30           | 6            | 5            | 19           | 34           | 61           | 23           | 16位         |                    |
| 2013     | ディヴィション1  | 26           | 11           | 4            | 11           | 42           | 37           | 37           | 6位          |                    |
| 2013     | ディヴィション1  | 26           | 11           | 4            | 11           | 42           | 37           | 37           | 6位          |                    |
| 2014     | ディヴィション1  | 26           | 9            | 6            | 11           | 38           | 35           | 33           | 9位          |                    |
| 2014     | ディヴィション1  | 26           | 9            | 6            | 11           | 38           | 35           | 33           | 9位          |                    |
| 2015     | ディヴィション1  | 26           | 12           | 4            | 10           | 48           | 40           | 40           | 5位          |                    |
| 2015     | ディヴィション1  | 26           | 12           | 4            | 10           | 48           | 40           | 40           | 5位          |                    |
| 2016     | ディヴィション1  | 26           | 8            | 10           | 8            | 38           | 42           | 34           | 8位          |                    |
| 2016     | ディヴィション1  | 26           | 8            | 10           | 8            | 38           | 42           | 34           | 8位          |                    |
| 2017     | ディヴィション1  | 26           | 11           | 7            | 8            | 47           | 42           | 40           | 5位          |                    |
| 2017     | ディヴィション1  | 26           | 11           | 7            | 8            | 47           | 42           | 40           | 5位          |                    |
| 2018     | ディヴィション1  | 30           | 14           | 7            | 9            | 45           | 38           | 49           | 5位          |                    |
| 2018     | ディヴィション1  | 30           | 14           | 7            | 9            | 45           | 38           | 49           | 5位          |                    |
| 2019     | ディヴィション1  | 30           | 17           | 5            | 8            | 52           | 35           | 56           | 2位          |                    |
| 2019     | ディヴィション1  | 30           | 17           | 5            | 8            | 52           | 35           | 56           | 2位          | 1回戦敗退          |
| 2020     | スーペルエッタン | 30           | 5            | 12           | 13           | 25           | 47           | 27           | 15位         |                    |
| 2020     | スーペルエッタン | 30           | 5            | 12           | 13           | 25           | 47           | 27           | 15位         | 2回戦敗退          |
| 2021     | ディヴィション1  | 30           |              |              |              |              |              |              | 位           |                    |
| 2021     | ディヴィション1  | 30           |              |              |              |              |              |              | 位           |                    |

## 歴代所属選手
- ミカエル・ルスティグ 2004-2005
- 高橋壮也 2020-